# Soarele Londrei
Soarele Londrei este o operetă de Florin Comișel.
Premiera absolută a avut loc la data de 26 decembrie 1970 la Teatrul de Stat de Operetă din București actualmente Teatrul Național de Operetă și Musical Ion Dacian. Producția s-a bucurat de colaborarea celor mai mari personalități ale genului de operetă ale timpului.
Regizor: Nicușor Constantinescu, Dirijor: Constantin Rădulescu, Coregrafia: Elena Penescu-Liciu, Șcenografia: Elena Agapie Stancu. La premieră, rolurile principale au fost interpretate de Ion Dacian (Edmond Kean), Adriana Codreanu (Floria), Cleopatra Melidoneanu (Anna Damby), Valli Niculescu (Sibyl), George Hazgan (Pistol), Bimbo Mărculescu (Solomon), Gabriel Gheorghiu (Bob), Tiberiu Simionescu (Koefeld), Toni Buiacici (Printul de Galles), N.Ionescu-Dodo (Lord Mewill). Lucrarea a fost constant menținută cu mare succes în repertoriul teatrului timp șapte stagiuni iar de-a lungul anilor au mai interpretat respectivele roluri marii artiști ai teatrului precum Valeria Rădulescu, Lilli Dușescu, Ștefi Pârvulescu, Marica Munteanu, Mireille Constantinescu, Daniela Diaconescu, Constanța Câmpeanu, Nicolae Țăranu, Cornel Rusu, Iancu Groza.